# Груневеген, Дилан
Дилан Груневеген (нидерл. Dylan Groenewegen, род. 21 июня 1993 в Амстердаме, Нидерланды) — нидерландский профессиональный шоссейный велогонщик, выступающий с 2022  года за команду «Team Jayco–AlUla». Экс-гонщик команды «Jumbo-Visma». Чемпион Нидерландов 2016 и 2024 года в групповой гонке. Победитель шести индивидуальных этапов на Тур де Франс.
На финише первого этапа Тура Польши 2020 года, Дилан толкнул Фабио Якобсена в препятствия, окружавшие финишную черту, в результате чего тот упал и сильно ударился при падении, оказавшись на некоторое время в состоянии комы. Груневеген был снят с гонки, из-за его действий последовала дисквалификация до конца сезона. В 2021 Дилан снова стартовал на Гранд-Туре Джиро д’Италия в составе «Jumbo-Visma», таким образом открыв свой сезон после дисквалификации. После шести проведенных сезонов за клуб «Jumbo-Visma», перешел в команду «Team Jayco–AlUla» с заключенным контрактом до 2025 года.

## Достижения
2012
3-й Тур Мюнстера
2013
1-й Тур Северной Голландии
1-й Кернен Омлоп Эхт-Сюстерен
2014
1-й Тур Дюрена
1-й Тур Фландрии U23
1-й — Этап 2 Тур Нормандии
3-й Трофео Пальма
3-й Классика Юго-Восточного Дренте
2015
1-й Классика Брюсселя
1-й Арнем-Венендал Классик
2016
1-й  Чемпионат Нидерландов в групповой гонке
1-й Хейстсе Пейл
1-й Тур Кёльна
1-й Арнем-Венендал Классик
1-й Тур де Еврометрополь
Тур Британии
1-й  Очковая классификация
1-й — Этап 4
Стер ЗЛМ Тур
1-й  Очковая классификация
1-й — Этап 3
Тур Йоркшира
1-й  Очковая классификация
1-й — Этап 1
1-й — Этап 1 Энеко Тур
1-й — Этап 3 Вуэльта Валенсии
1-й — Этап 1 Три дня Западной Фландрии
2-й Хандзаме Классик
3-й Нокере Курсе
3-й Тур Дренте
6-й Ваттенфаль Классик
2017
Стер ЗЛМ Тур
1-й  Очковая классификация
1-й — Этапы 2 & 3
2-й Тур Дубая
1-й  Молодёжная классификация
1-й — Этапы 2 & 4 Тур Норвегии
1-й — Этап 21 Тур де Франс
1-й — Этап 5 Тур Гуанси
1-й — Этап 7 Тур Британии
1-й — Этап 1 Тур Йоркшира
2-й Чемпионат Фландрии
3-й Классика Гамбурга
3-й Чемпионат Нидерландов в групповой гонке
3-й Такс Про Классик
5-й Дварс дор Фландерен
2018
1-й Кюрне — Брюссель — Кюрне
1-й Венендал-Венендал Классик
1-й Чемпионат Фландрии
1-й — Этапы 7 & 8 Тур де Франс
1-й — Этапы 1, 3 & 4 Тур Норвегии
1-й — Этапы 1 & 4 Волта Алгарви
1-й — Этап 2 Париж — Ницца
1-й — Этап 1 Тур Гуанси
1-й — Этап 1 Тур Дубая
1-й — Этап 2 Тур Словении
2019
1-й Три дня Брюгге — Де-Панне
1-й Такс Про Классик
1-й — Этапы 1, 2 & 3 Четыре дня Дюнкерка
1-й — Этапы 1, 3 & 5 Тур Британии
ЗЛМ Тур
1-й  Очковая классификация
1-й — Этапы 1 & 2
1-й — Этапы 2 (кг) & 7 Тур де Франс
1-й — Этапы 1 & 2 Париж — Ницца
1-й — Этап 4 Волта Алгарви
1-й — Этап 5 Вуэльта Валенсии
3-й Чемпионат Фландрии

## Статистика выступлений

### Чемпионаты
| Соревнование          | Соревнование | 2015 | 2016 | 2017 | 2018 | 2019 | 2020 | 2021 | 2022 |
| --------------------- | ------------ | ---- | ---- | ---- | ---- | ---- | ---- | ---- | ---- |
| Чемпионат мира        | RR           | —    | 37   | —    | —    | —    | —    | —    |      |
| Чемпионат Нидерландов | RR           | 4    | 1    | 3    | 31   | —    | —    | 11   | —    |

### Гран-туры
| Гранд-Тур00000 00000 000 | 2016 | 2017 | 2018 | 2019 | 2020 | 2021 | 2022 |
| Джиро д'Италия           | —    | —    | —    | —    | —    | НФ   | —    |
| Тур де Франс             | 160  | 156  | НФ   | 145  | —    | —    | 117  |
| Вуэльта Испании          | —    | —    | —    | —    | —    | —    | —    |

### Однодневки
| Монументальные            | 2015 | 2016 | 2017 | 2018 | 2019 |
| ------------------------- | ---- | ---- | ---- | ---- | ---- |
| Милан — Сан-Ремо          | —    | —    | —    | —    | 78   |
| Тур Фландрии              | НФ   | —    | —    | —    | —    |
| Париж — Рубе              | —    | —    | 47   | 44   | —    |
| Льеж — Бастонь — Льеж     | —    | —    | —    | —    | —    |
| Джиро ди Ломбардия        | —    | —    | —    | —    | —    |
| Классические              | 2015 | 2016 | 2017 | 2018 | 2019 |
| Кюрне — Брюссель — Кюрне  | НФ   | 4    | 18   | 1    | 4    |
| Дварс дор Фландерен       | 32   | 58   | 5    | 81   | —    |
| Три дня Брюгге — Де-Панне | 96   | —    | —    | —    | 1    |
| Схелдепрейс               | 119  | 9    | 58   | ДСК  | —    |
| Классика Гамбурга         | —    | 6    | 3    | —    | —    |

| —   | Не участвовал     |
| НФ  | Не финишировал    |
| ДСК | Дисквалифицирован |

## Личная жизнь
В семье Дилана многие родственники являются профессиональными велогонщиками: дедушка Ко Зилеман, отец Герри Груневеген, сестра Максим Груневеген, кузина Келли Маркус и кузен Барри Маркус.